# Mia Sara
Pour les articles homonymes, voir Sara.
 (juin 2008).
Si vous disposez d'ouvrages ou d'articles de référence ou si vous connaissez des sites web de qualité traitant du thème abordé ici, merci de compléter l'article en donnant les références utiles à sa vérifiabilité et en les liant à la section « Notes et références ».
Mia Sarapochiello, alias Mia Sara, est une actrice américaine née le 19 juin 1967 à Brooklyn Heights, New York.
Elle est surtout connue pour son rôle de Sloane Peterson dans le film humoristique La Folle Journée de Ferris Bueller, où elle partage l'affiche avec Matthew Broderick. Elle tient également la vedette dans des productions plus importantes, telles que Legend (1985) de Ridley Scott ou encore Timecop (1994). Elle est connue pour avoir été la première interprète en prise de vue réelle du personnage de comics Harley Quinn dans la série télévisée Les Anges de la nuit.

## Famille
Mia est la fille de Diana et de Jérôme Sarapochiello. Baignant dès son enfance dans un univers profondément artistique, elle évolue entre une mère styliste de mode et un père artiste. Ses parents sont tous deux photographes. Mia Sarapochiello est d'origines italienne et américaine.
Elle a suivi ses études secondaires à la Saint Ann's School (Brooklyn) (en),

## Carrière
Après plusieurs déconvenues, la carrière cinématographique de Mia Sara débute enfin lorsqu'elle passe avec succès le casting d'un film fantastique parlant de fées, de licornes et de démons. Ridley Scott est à la réalisation et Mia Sara y interprète la princesse Lily aux côtés du jeune Tom Cruise. Le succès de Legend est immédiat.
Un an plus tard, l'actrice joue le rôle de Sloane Peterson, la petite amie de Matthew Broderick dans La Folle journée de Ferris Bueller, film d'adolescents décidant de sécher les cours de leur établissement d'enseignement secondaire.
Elle est également apparue dans la mini-série Queenie, un biopic sur l'actrice Merle Oberon, ainsi que dans Une étrangère parmi nous, film réalisé par Sidney Lumet en 1992.
En 1994, Mia Sara joue aux côtés de Jean-Claude Van Damme dans le blockbuster Timecop, film pour lequel elle remporte le prix Saturn Award du meilleur second rôle.

## Vie privée
En mars 1996, elle épouse Jason Connery, fils de Sean Connery, avec qui elle a joué dans Bullet to Beijing. En juin 1997, ils ont eu un fils, Dashiell Quinn Connery. Ils ont divorcé en 2002.
Plus tard, Sara épouse Brian Henson, fils de Jim Henson, avec qui elle a une fille en 2005, Amelia Jane Henson.

## Filmographie
- 1985 : Legend : Princess Lily
- 1986 : La Folle Journée de Ferris Bueller (Ferris Bueller's Day Off) : Sloane Peterson
- 1987 : Queenie (TV) : Queenie Kelly / Dawn Avalon
- 1988 : Shadows in the Storm : Melanie
- 1988 : Any Man's Death : Gerlind
- 1988 : Apprentice to Murder : Alice Spangler
- 1989 : Big Time (TV) : Fran
- 1989 : Le Secret de Château Valmont (Till We Meet Again) (mini-série) : Delphine de Lancel
- 1990 : La Fille des ténèbres (Daughter of Darkness) (en) (TV) : Katherine Thatcher
- 1991 : Par l'épée (By the Sword) : Erin Clavelli
- 1991 : Extrême poursuite (A Climate for Killing) : Elise Shipp
- 1992 : Une étrangère parmi nous (A Stranger Among Us) : Leah
- 1993 : Blindsided (TV) : Chandler Strange
- 1993 : L'Appel de la forêt (Call of the Wild) (TV) : Jessie Gosselin
- 1994 : Caroline at Midnight : Victoria Dillon
- 1994 : Timecop : Melissa Walker
- 1995 : The Maddening : Cassie Osborne
- 1995 : Black Day Blue Night : Hallie Schrag
- 1995 : The Set Up : Gina Sands
- 1995 : Bullet to Beijing : Natasha Gradetsky
- 1996 : Undertow : Willie Yates
- 1996 : The Pompatus of Love : Cynthia
- 1997 : Vingt mille lieues sous les mers (20,000 Leagues Under the Sea) (TV) : Mara
- 1998 : Hard Time (TV) : Myler
- 1999 : Ma fée bien-aimée (Dazzle) : Miss Martinet
- 2000 : Little Insects : Princess Dayzie (voix)
- 2001 : Turn of Faith : Annmarie De Carlo
- 2001 : Un éléphant à la maison (The Impossible Elephant) : Molly Connor
- 2001 : Jack et le Haricot magique (Jack and the Beanstalk: The Real Story) (TV) : Ondine
- 2002 : Lost in Oz (TV) : Loriellidere
- 2003 : Hoodlum & Son : Ellen Heaven
- 2004 : Les Anges de la nuit (Birds of Prey) (Feuilleton TV) : Docteur Harleen Quinzel
- 2005: les Experts Manhattan (série TV) ep 33 (saison 2: 10/24) (esprit d’équipe) : Cala Winger
- 2006 : Rêves et Cauchemars (feuilleton TV) : Beautiful Passenger
- 2011 : Les Sorcières D'Oz de Leigh Slawner
- 2024 : The Life of Chuck de Mike Flanagan : Sarah Krantz

## Récompense
- Lauréat du Prix du meilleur second rôle féminin en 1995 par l'Académie des films de science-fiction, fantastique et horreur, pour son rôle dans Timecop.